# Hochschullehrgang
Hochschullehrgänge sind mehrsemestrige Ausbildungen zur akademischen Weiterbildung oder zur Vertiefung in einem engeren Spezialgebiet. Sie werden von fachverwandten Hochschulinstituten in fachlicher Eigenverantwortung gegen eine Kursgebühr abgehalten; die finanzielle Abwicklung erfolgt i. d. R. durch die Hochschulverwaltung. Auch die gemeinsame Einrichtung von Lehrgängen durch mehrere Hochschulen bzw. Universitäten ist möglich.
Meist haben die Lehrgänge eine Dauer von drei oder vier Semestern und werden über jeweils mehrere Wochen als Blocklehrveranstaltungen abgehalten. Die Zielgruppe sind vor allem Hochschulabsolventen, die eine post graduate-Weiterbildung suchen, doch ist meist auch die Teilnahme von Hörern ohne Hochschulabschluss, aber mit Matura (Abitur) möglich.
Hochschullehrgänge (bzw. Universitätslehrgänge) werden durch eine Prüfung oder mehrere Teilprüfungen abgeschlossen und können Bestandteil eines Master-Curriculums sein, etwa des Master of Advanced Studies (MAS).
Nicht zu verwechseln sind die Hochschullehrgänge mit Hochschulkursen. Diese sind wesentlich kürzer (etwa zwischen drei und 10 Arbeitstagen) und gesetzlich nicht geregelt. Sie unterliegen dem freien Angebot der Hochschulen und haben meist die Weiterbildung von Hochschulabsolventen in neu entstandenen Methoden oder Praktiken zum Ziel, die noch nicht in früheren Studienordnungen enthalten waren.

## Situation in Österreich
An Universitäten sind Universitätslehrgänge und ihr Abschluss im § 56 Universitätsgesetz 2002 geregelt.
An Fachhochschulen sind Hochschullehrgänge durch Fachhochschul-Studiengesetz (FHStG)  §9 geregelt.